# Gare de Chaponval
La gare de Chaponval est une gare ferroviaire française de la ligne de Pierrelaye à Creil, située sur le territoire de la commune d'Auvers-sur-Oise, dans le département du Val-d'Oise, en région Île-de-France.
C'est une gare de la Société nationale des chemins de fer français (SNCF), desservie par les trains de la ligne H du Transilien (réseau Paris-Nord) circulant entre Pontoise et Creil.

## Situation ferroviaire

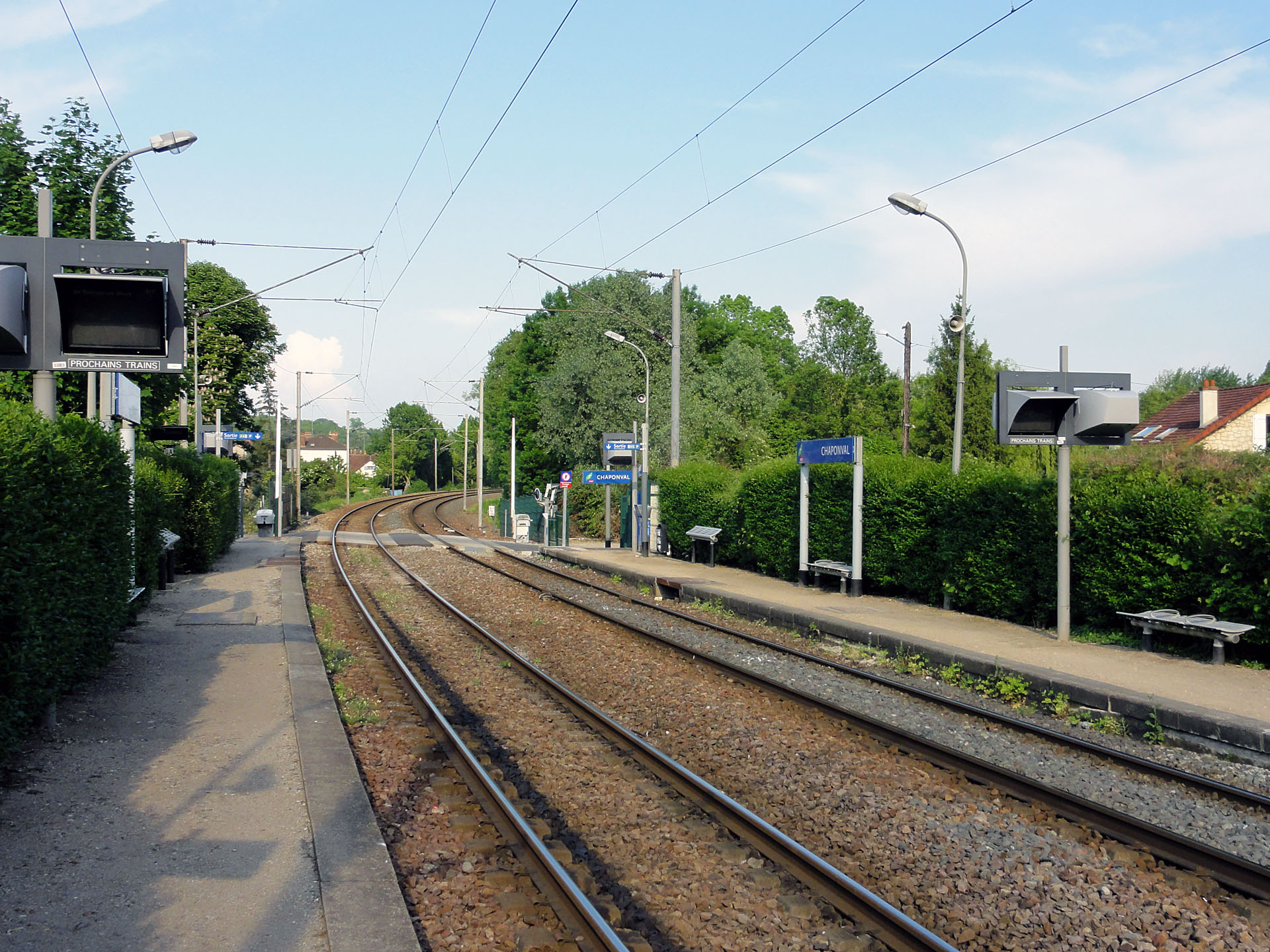
Vue des quais vers Creil.

Établie à 25 m d'altitude, la gare de Chaponval est située au point kilométrique (PK) 30,895 de la ligne de Pierrelaye à Creil, entre les gares de Pont-Petit et d'Auvers-sur-Oise.

## Fréquentation
De 2015 à 2024, les estimations de la SNCF sont les suivantes :
| Année         | 2015   | 2016   | 2017   | 2018   | 2019   | 2020   | 2021   | 2022   | 2023   | 2024   |
| ------------- | ------ | ------ | ------ | ------ | ------ | ------ | ------ | ------ | ------ | ------ |
| Fréquentation | 53 160 | 53 547 | 54 127 | 55 078 | 55 733 | 24 510 | 35 917 | 47 276 | 40 596 | 45 128 |

## Service des voyageurs

### Desserte
La gare est desservie par les trains de la ligne H du Transilien, sur la relation transversale de Pontoise à Creil.

### Intermodalité
La gare est desservie par la ligne 95-07 du réseau de bus du Vexin.

## Galerie de photographies

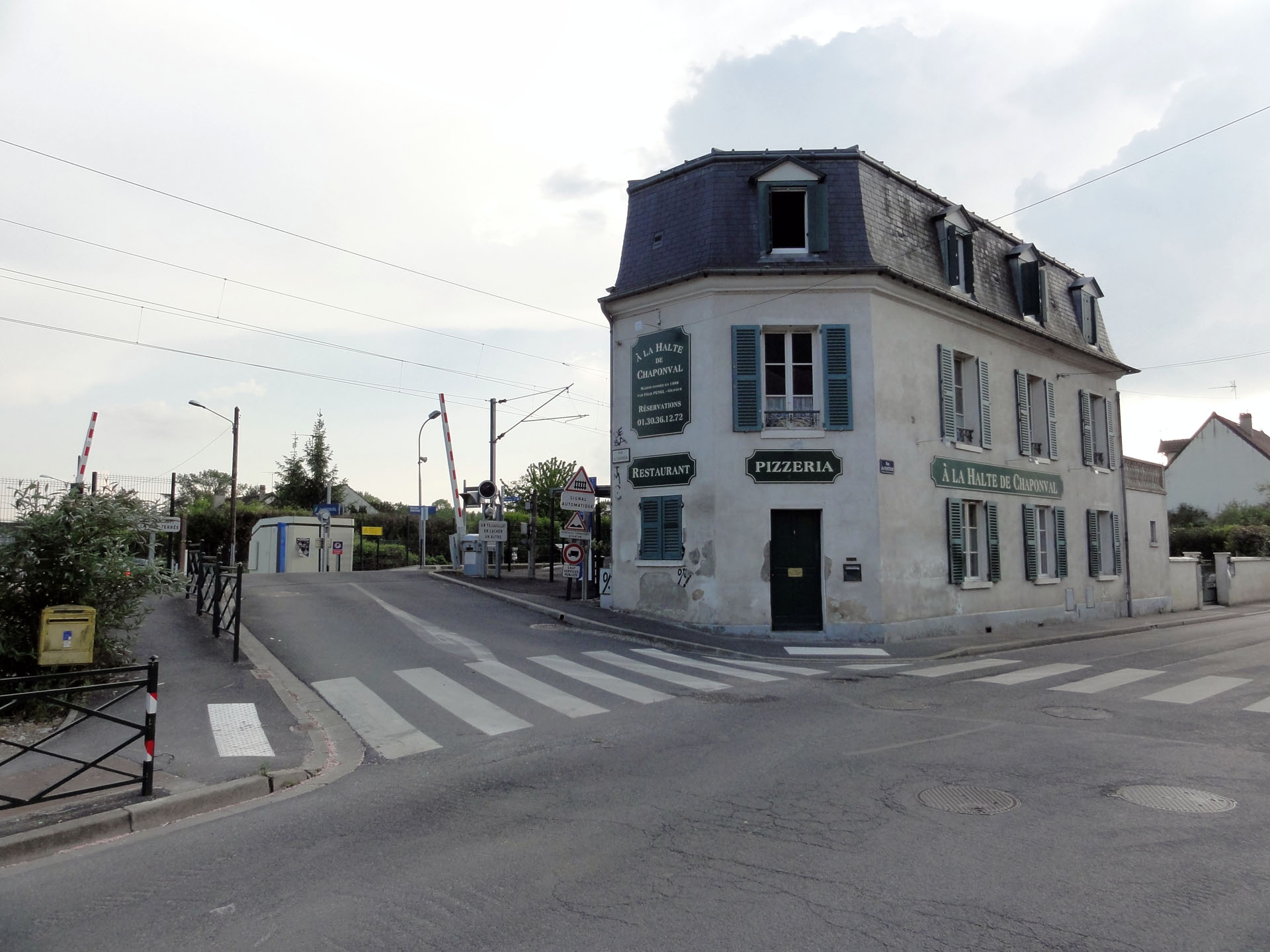
Accès à la halte à partir de la D7.
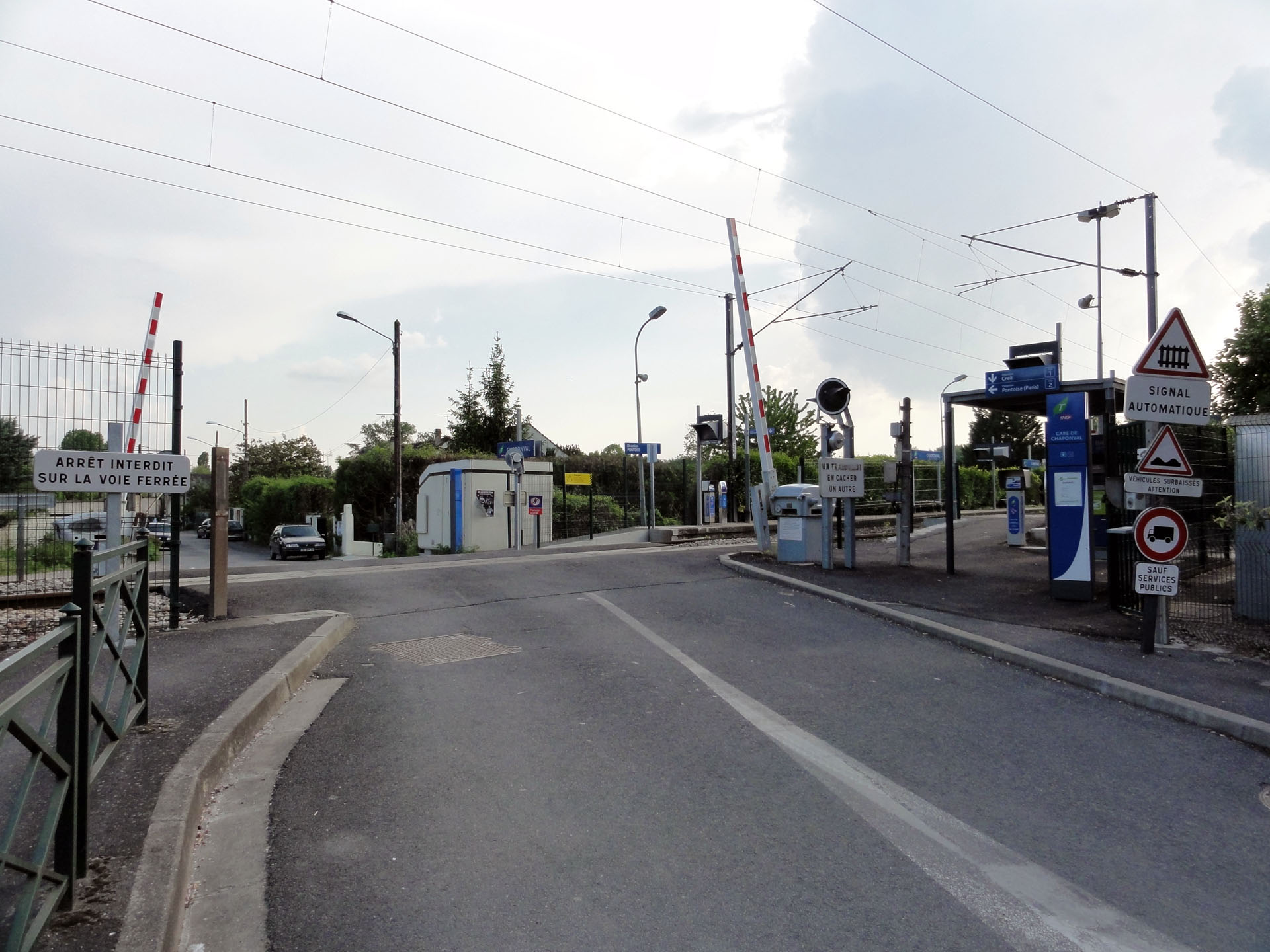
Passage à niveau et accès aux quais.
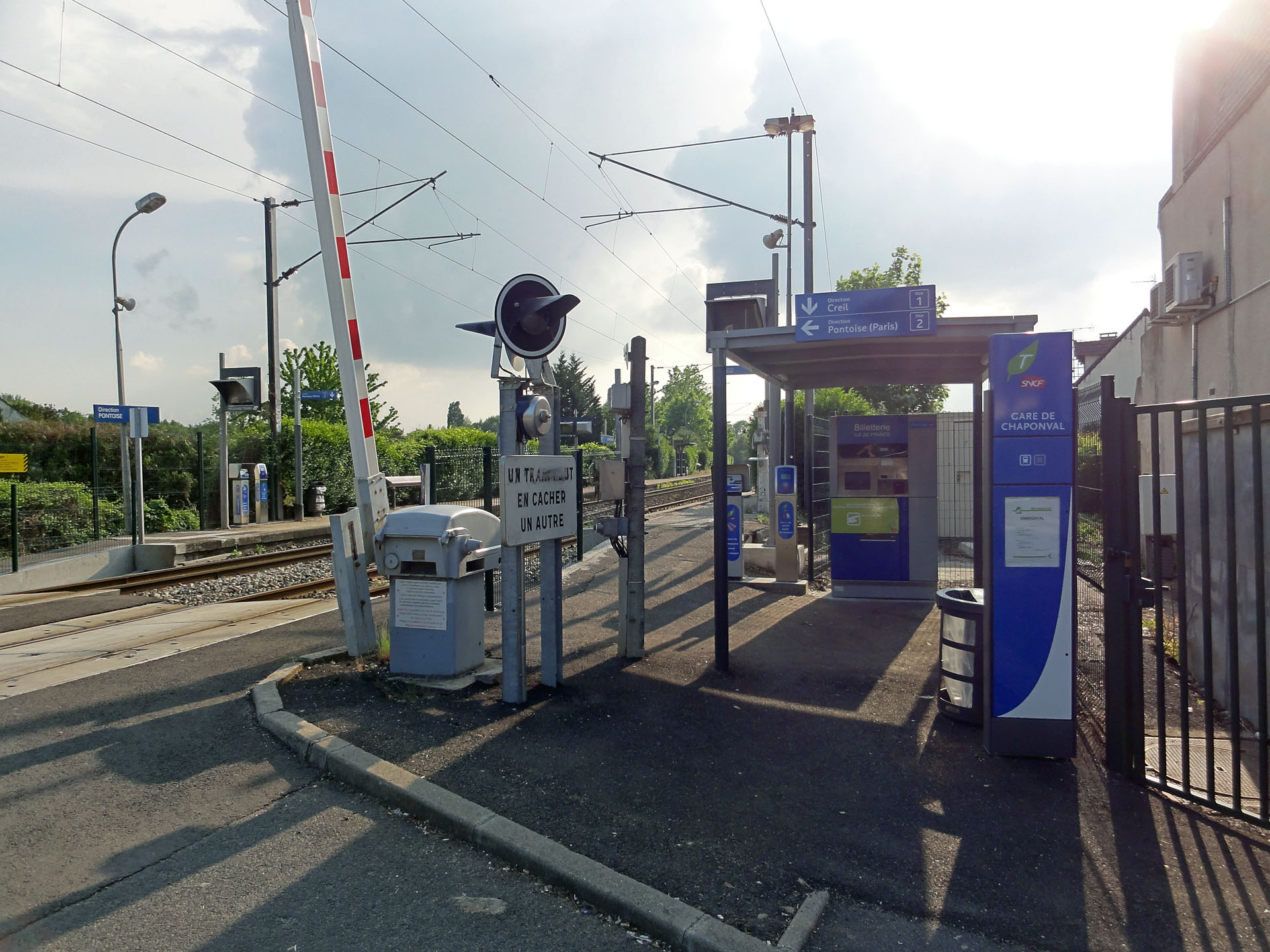
Accueil de la halte, avec un distributeur de tickets.
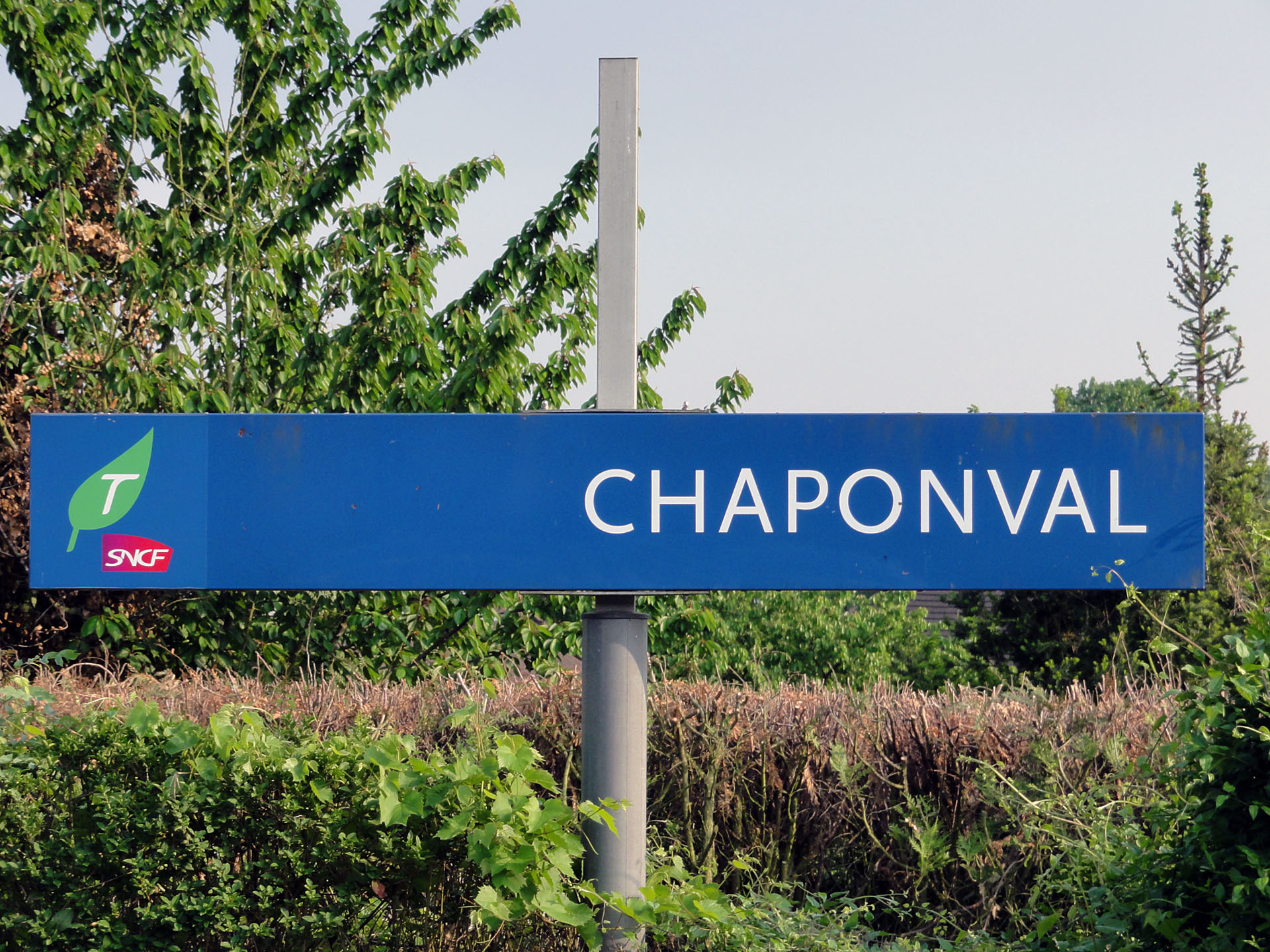
Panneau portant le nom de la halte.